# Talvijärvi, Norrbotten
Talvijärvi är en sjö i Pajala kommun i Norrbotten och ingår i Torneälvens huvudavrinningsområde.